# Apogon imberbis
 (avril 2023).
Si vous disposez d'ouvrages ou d'articles de référence ou si vous connaissez des sites web de qualité traitant du thème abordé ici, merci de compléter l'article en donnant les références utiles à sa vérifiabilité et en les liant à la section « Notes et références ».
Espèce
Répartition géographique
L'Apogon (Apogon imberbis), aussi appelé Castagnole rouge, Coq, Poisson-cardinal ou Roi des rougets est une espèce de poissons de la famille des Apogonidae.

## Description
Reconnaissable par sa coloration rouge orangée, par ses gros yeux noirs barrée de deux stries blanches, ce poisson habite sur les côtes méditerranéennes ainsi que sur les côtes de l'Atlantique est, du sud de la France jusqu'au golfe de guinée. Il habite aussi les côtes des iles des Açores, du Cap-Vert et des îles Canaries.

## Comportement
Craintif, ce poisson habite dans les anfractuosités rocheuses ainsi que dans les grottes et les cavités naturelles ou artificielles, comme l'intérieur des épaves. La nuit, il devient actif et cherche sa nourriture. Macrophage, zoophage et carnassier, il se nourrit de petits poissons et d'invertébrés.

## Reproduction
Ce poisson connait une mode de reproduction peu commun : le mâle, après une parade nuptiale, féconde les œufs de la femelle. Au moment de la ponte, les milliers d'œufs sont agglutinés entre eux. Le mâle récupère et façonne dans sa bouche ce conglomérat d’œufs. Il sculpte cette boule pour pouvoir bien la placer dans sa cavité buccale afin d'incuber les œufs. C’est l’incubation buccale. 

Jusqu’à l’éclosion des œufs, environ une semaine, l'apogon va couver ses rejetons en les oxygénant abondamment. Il devra alors jeûner pendant toute cette période jusqu'à l’éclosion des œufs. Ce comportement pouvant se répéter dès la naissance des larves avec un nouveau jeûne, certains mâles mourront d'inanition.
L'été, il vit de 10 à 50 mètres de profondeur, le reste de l'année jusqu'à 200 mètres.

## Galerie

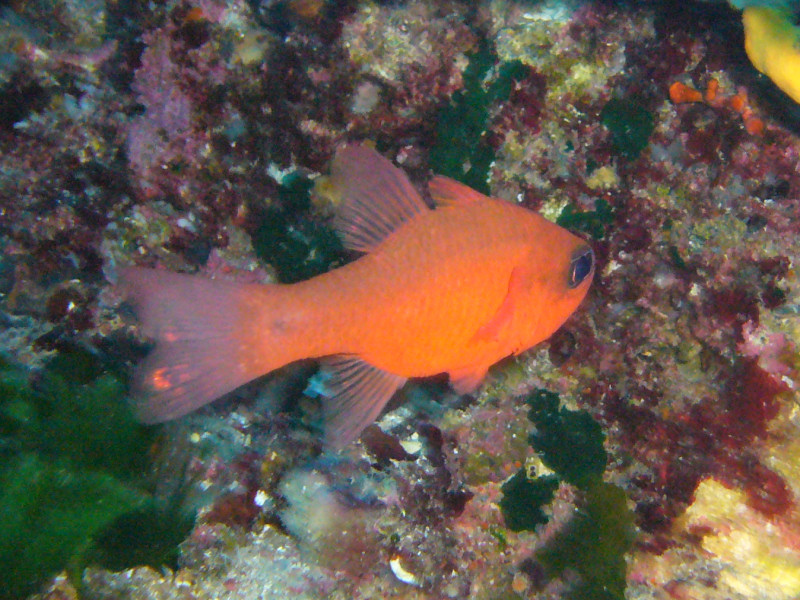
Castagnole rouge, Croatie
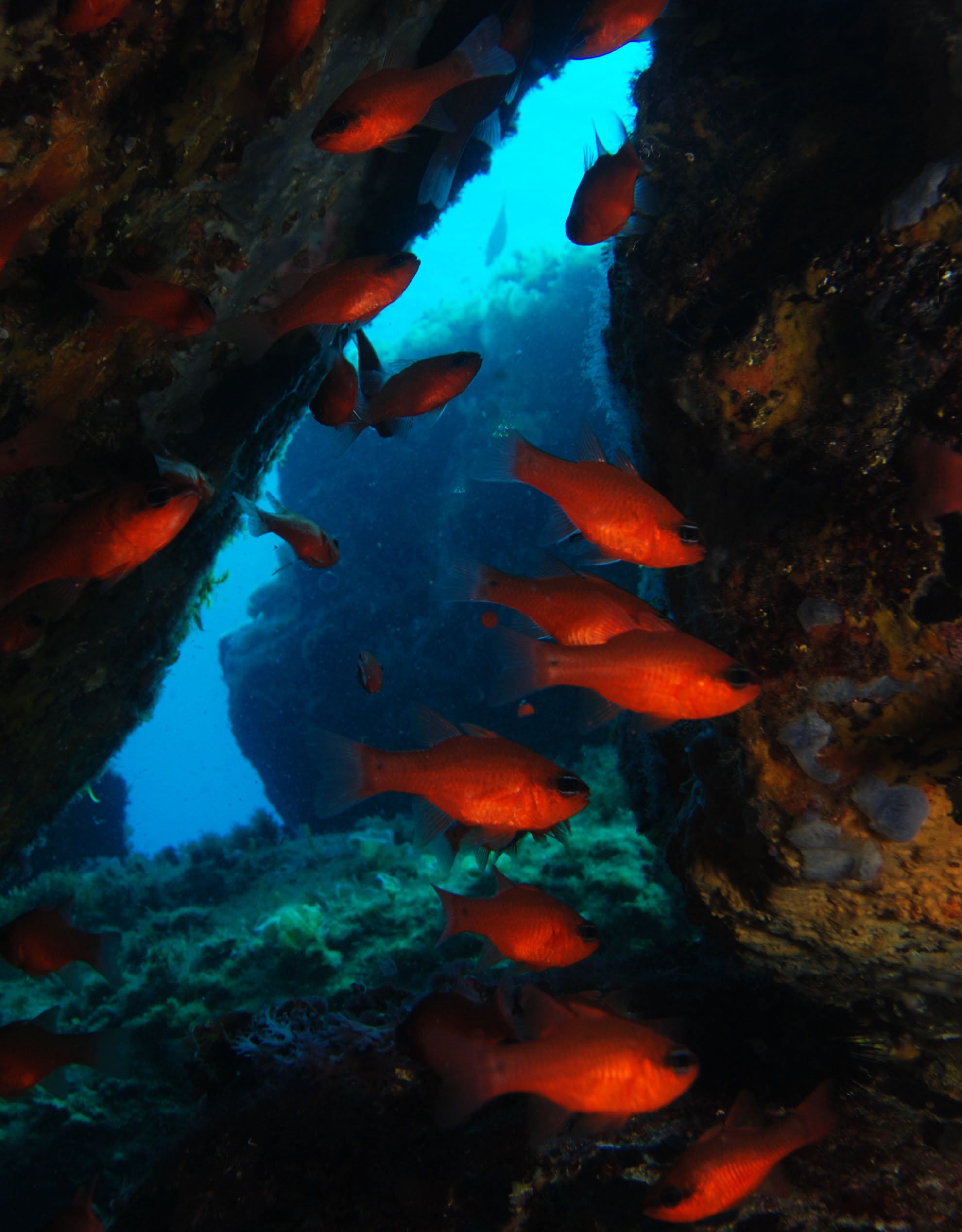
Groupe dans une cavité